# Slag bij Rignano
De Slag bij Rignano vond plaats op 30 oktober 1137. De twee belangrijkste Normandische families, het Huis Hauteville en het Huis Drengot, stonden tegenover elkaar om de heerschappij over het Hertogdom Apulië en Calabrië. De veldslag was een nederlaag voor Rogier II van Sicilië van het Huis Hauteville.

## Aanloop
In 1130 was Rogier II van Sicilië door tegenpaus Anacletus II tot koning gekroond. Robert II van Capua, Sergius VII van Napels en Ranulf II van Alife weigerden Roger II te erkennen en kregen hierbij steun van Keizer Lotharius III en Paus Innocentius II.
In 1136 drong Keizer Lotharius III zelf Italië binnen en benoemde Ranulf II van Alife tot nieuwe hertog van Apulië. Nadien keerde de keizer terug naar het Heilig Roomse Rijk, een signaal voor Roger II voor de tegenaanval. Intussen was Sergius VII van Napels van kamp veranderd.

## Verloop
De legers stonden tegen over elkaar ter hoogte van het heiligdom Monte Sant'Angelo. Aanvankelijk onder leiding van Rogier III, zoon van Rogier, liep de slag voorspoedig, maar het leger van Rogier II viel in een hinderlaag en de Hautevilles moesten vluchten richting Salerno, hierbij sneuvelde Sergius VII van Napels.

## Gevolgen
Ranulf II van Alife werd erkend als nieuwe hertog van Apulië. In het Hertogdom Napels brak er een troonstrijd uit en Rogier II zette zijn zoon Alfons van Hauteville op de troon. In 1139 stierf Ranulf II, Rogier III werd alsnog hertog van Apulië en Calabrië.